# Leichtathletik-Verband Nordrhein
Der Leichtathletik-Verband Nordrhein e. V. (LVN) ist einer von 19 Landesverbänden im Deutschen Leichtathletik-Verband (DLV) und für die Region Nordrhein in Nordrhein-Westfalen zuständig. Organisiert ist er im Landessportbund Nordrhein-Westfalen. Sein Sitz befindet sich im Haus der Verbände in Duisburg. Mit einer Mitgliederzahl von ca. 68.000 ist der LVN einer der größten Landesverbände im DLV.

## Geschichte

### Geschichte vor der LVN-Gründung
Die Ursprünge des LVN liegen in den Jahren 1946 und 1947. Damals wurden der Arbeitsausschuss für den Bezirk Mittelrhein und Bezirk Niederrhein sowie der Leichtathletik-Ausschuss Westfalen gebildet. Die drei Ausschüsse gründeten 1947 den Westdeutschen Leichtathletik-Verband (WLV).
Nachdem der WLV jahrelang für ein sehr großes Verbandsgebiet zuständig war, machten sich die bisherigen Bezirke 1963 selbständig und vertraten als Verbände die Interessen ihrer Mitglieder. Der Leichtathletik-Verband Niederrhein (LVN) und Leichtathletik-Verband Mittelrhein (LVM) repräsentierten das heutige Verbandsgebiet, welches im Wesentlichen dem Verbandsgebiet des Landschaftsverbands Rheinland entspricht, und der noch heute bestehende Fußball- und Leichtathletik-Verband Westfalen repräsentierte Westfalen. Der WLV existierte noch als Bindeglied zum Landessportbund Nordrhein-Westfalen. Fortan waren die Landesverbände Niederrhein und Mittelrhein direkte Mitglieder des DLV.
In den folgenden zehn Jahren kam es aufgrund teilweise nicht klarer Abgrenzungen der beiden Verbände zu Kuriositäten wie die der Leverkusener Vereine TuS 04 Leverkusen und Bayer 04 Leverkusen. Erstgenannter gehörte zum Landesverband Niederrhein, der Zweitgenannte zum Mittelrhein, obwohl beide aus derselben Stadt stammten.
Im Zuge der kommunalen Gebietsreform in Nordrhein-Westfalen seit 1966 und aus finanzieller und sportlicher Sicht wurden Anfang der 70er Jahre Überlegungen zu einem Zusammenschluss der beiden Landesverbände angestellt. Anfang 1973 erhielt der Zusammenschluss konkrete Züge. So waren die ersten Namensvorschläge Leichtathletik-Verband Nordrhein (LVNR) und Rheinischer Leichtathletik-Verband (RLV). Die Vorstände beider Verbände einigten sich auf Leichtathletik-Verband Nordrhein mit dem Namenskürzel LVN. Der neue Vorstand solle grundsätzlich paritätisch besetzt sein.
Am 21. Oktober 1973 kamen die Vertreter des Leichtathletik-Verbandes Niederrhein und des Leichtathletik-Verbandes Mittelrhein im Forum Leverkusen zusammen, um zunächst beide Verbände aufzulösen. Am Nachmittag desselben Tages wurde dann der neue Leichtathletik-Verband Nordrhein gegründet.
Erster Vorstand des LVN 1973
- Vorsitzender: Jochen Appenrodt
- Stellvertretende Vorsitzende: Konny Pick und Gerd Hütten
- Schatzmeister: Adolf Schnee
- Vorsitzender des Sportausschusses: Karl-Heinz Engels
- Vorsitzender des Ausschusses für Wettkampfwesen und Organisation (AWO): Rolf Betzel
- Vorsitzender des Jugendausschusses (durch den Jugendtag am 14. November 1973 gewählt): Franz-Josef Probst

### Nach der Gründung
2002 fusionierte der LVN mit dem Westdeutschen Fußballverband zum Westdeutschen Fußball- und Leichtathletikverband (WFLV). 2016 trat der LVN wieder aus. In der Folge wurde der WFLV in Westdeutscher Fußballverband (WDFV) umbenannt.
Seit 2017 waren LVN und FLVW gemeinsam als Leichtathletik-NRW e. V. im Landessportbund NRW (LSB NRW) vertreten, zum 30. September 2019 wurde der Kooperationsvertrag jedoch gekündigt.

## Organisation und Struktur

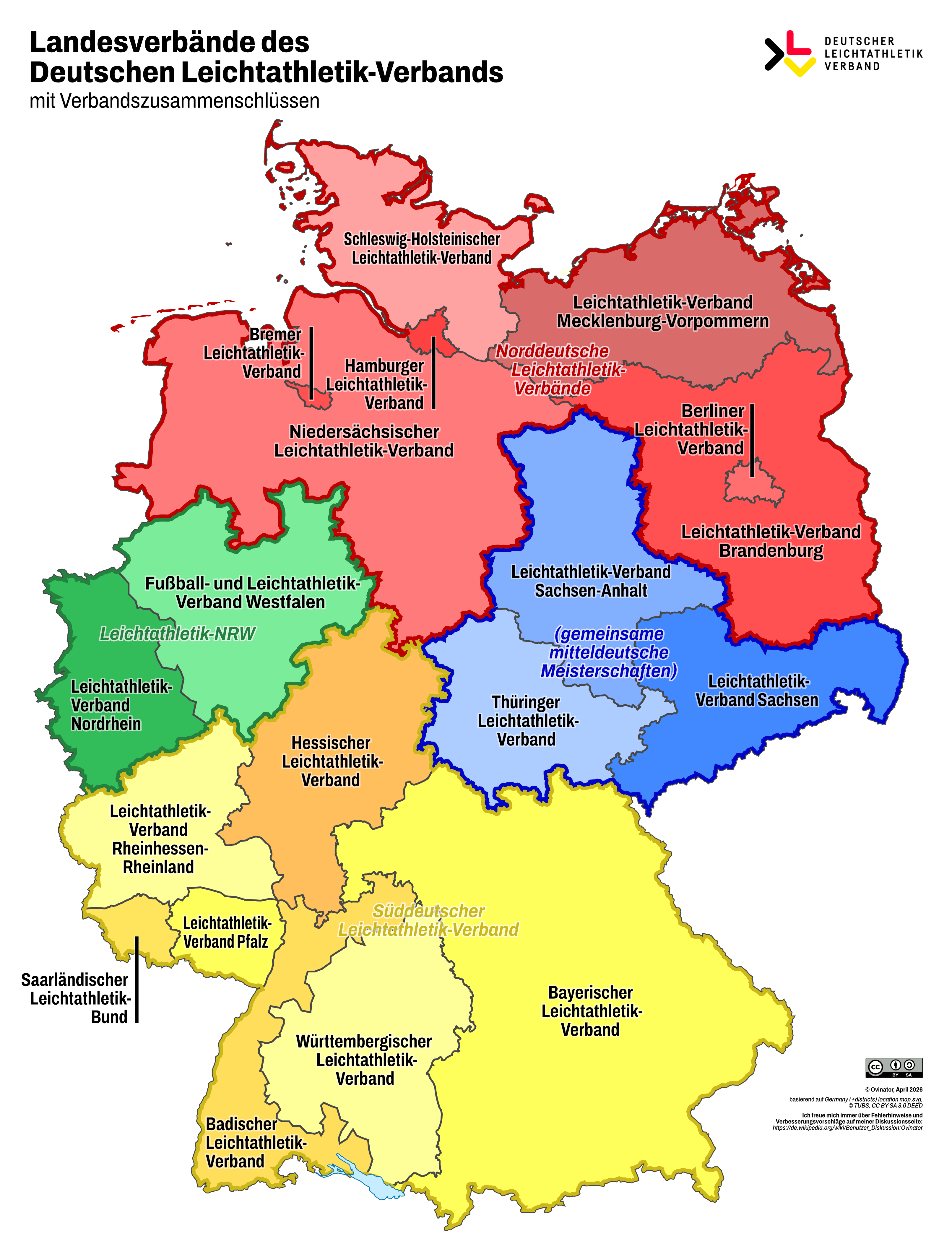
LVN in Deutschland (Dunkelgrün)

Der Leichtathletik-Verband Nordrhein ist die Dachorganisation für die Leichtathletikvereine des Landesteiles Nordrhein des Bundeslandes Nordrhein-Westfalen. Gemäß seiner Satzung (Stand: 1. Januar 2018) übernimmt er die Rechtsform eines eingetragenen Vereins (e. V.). Das Amt des Präsidenten bekleidet seit 2016 Peter Wastl.
Vorstandsvorsitzende
- 1973–1982 Jochen Appenrodt
- 1982–1984 Maria Jeibmann
- 1984–1994 Theo Rous

Präsidenten
- 1994–2016 Franz-Josef Probst
- seit 2016 Peter Wastl

Geschäftsführung
- 1976–1978 Heiko Martin
- 1979–1980 (Position nicht besetzt)
- 1980–2013 Hans-Jürgen Sura
- 2013–2019 Hans-Joachim Scheer
- 2020–2023 Dieter Voigt
- seit 2023 Markus Pähler

### Regionen
Der LVN gliedert sich in vier Regionen (Nord, Südwest, Mitte und Südost). Bis 2017 waren es noch 14 Kreisverbände, die auf dem außerordentlichen Verbandstag in Duisburg zu den vier Regionen umstrukturiert wurden. Leverkusen, obwohl vor der Strukturreform zum Kreisverband Bergisches Land gehörend, wurde nun der Region Südost zugeordnet, um zu vermeiden, dass beide im Nordrhein befindlichen Hallen mit 200-m-Rundbahn derselben Region angehören. Es handelt sich um die Leichtathletikhalle im Arena-Sportpark in Düsseldorf und die Leichtathletikhalle des TSV Bayer 04 Leverkusen.

Karte der vier Regionen

| LVN Region | Kreisverbände bis 2017 | Kommunalpolitische Zuordnung                                             | URL |
| ---------- | ---------------------- | ------------------------------------------------------------------------ | --- |
| Nord       | Kleve                  | Kreis Kleve                                                              |     |
| Nord       | Rhein-Lippe            | Oberhausen, Bottrop, Bocholt, Isselburg, Rhede, Kreis Wesel              |     |
| Nord       | Duisburg/Mülheim       | Duisburg, Mülheim an der Ruhr                                            |     |
| Mitte      | Essen                  | Essen                                                                    |     |
| Mitte      | Niederrhein-West       | Krefeld, Mönchengladbach, Kreis Viersen                                  |     |
| Mitte      | Düsseldorf/Neuss       | Düsseldorf, Rhein-Kreis Neuss                                            |     |
| Mitte      | Bergisches Land        | Remscheid, Solingen, Wuppertal, Kreis Mettmann (bis 2017 mit Leverkusen) |     |
| Südost     | Oberberg               | Oberbergischer Kreis, Rheinisch-Bergischer Kreis                         |     |
| Südost     | Köln/Rhein-Erft        | Köln, Rhein-Erft-Kreis                                                   |     |
| Südost     | Bonn/Rhein-Sieg        | Bonn, Rhein-Sieg-Kreis                                                   |     |
| Südost     | Leverkusen             | Leverkusen                                                               |     |
| Südwest    | Heinsberg              | Kreis Heinsberg                                                          |     |
| Südwest    | Düren                  | Kreis Düren                                                              |     |
| Südwest    | Aachen                 | Aachen, Städteregion Aachen                                              |     |
| Südwest    | Euskirchen             | Kreis Euskirchen                                                         |     |

### Sportstätten
Insgesamt gibt es auf dem Verbandsgebiet 219 für Wettkämpfe geeignete Leichtathletikanlagen (Freiluft und Hallen). Gemeinsam mit dem FLVW führt der LVN eine NRW-Stadiondatenbank.
Einige Sportstätten auf Verbandsgebiet:

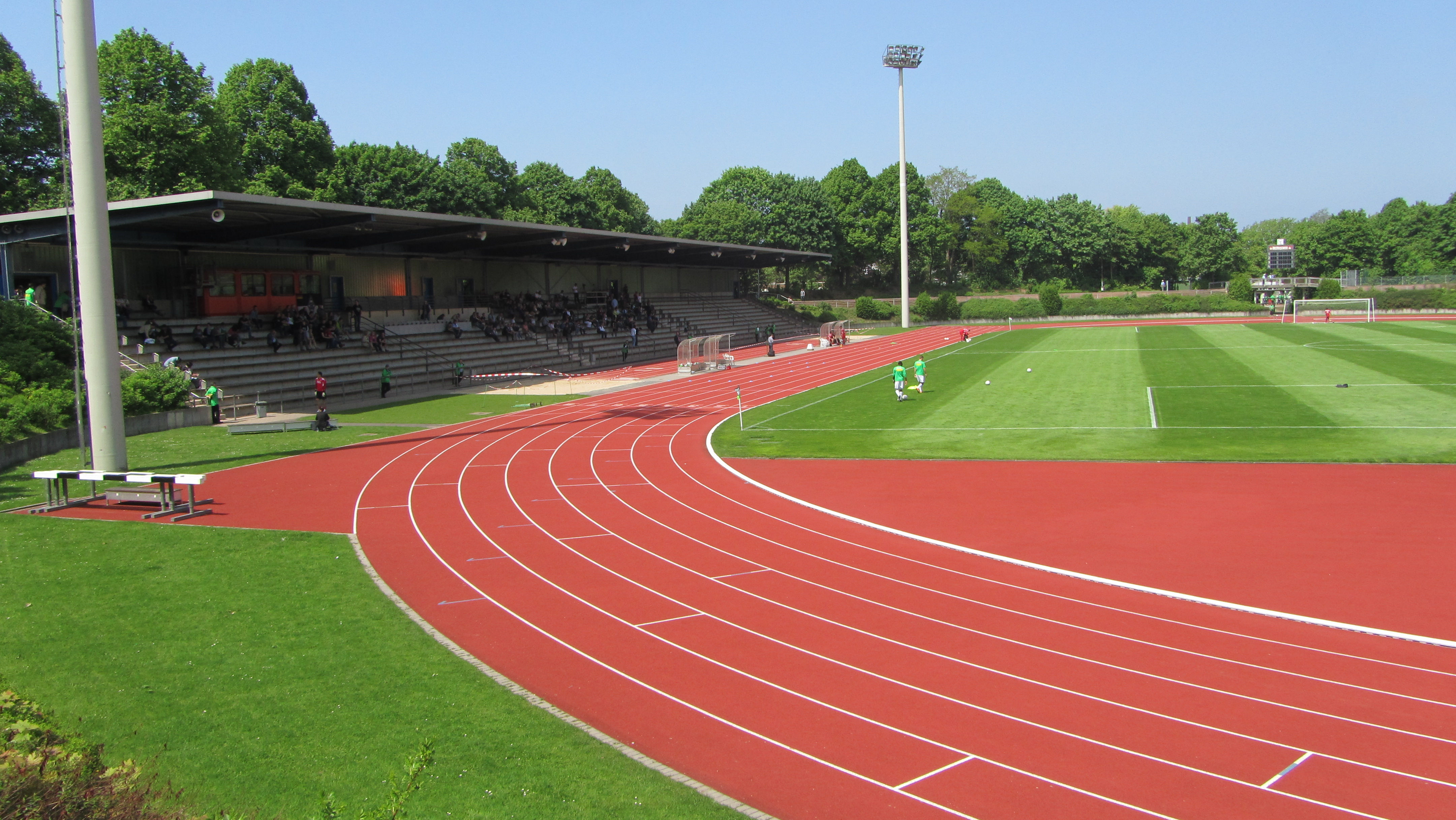
Grenzlandstadion, Mönchengladbach
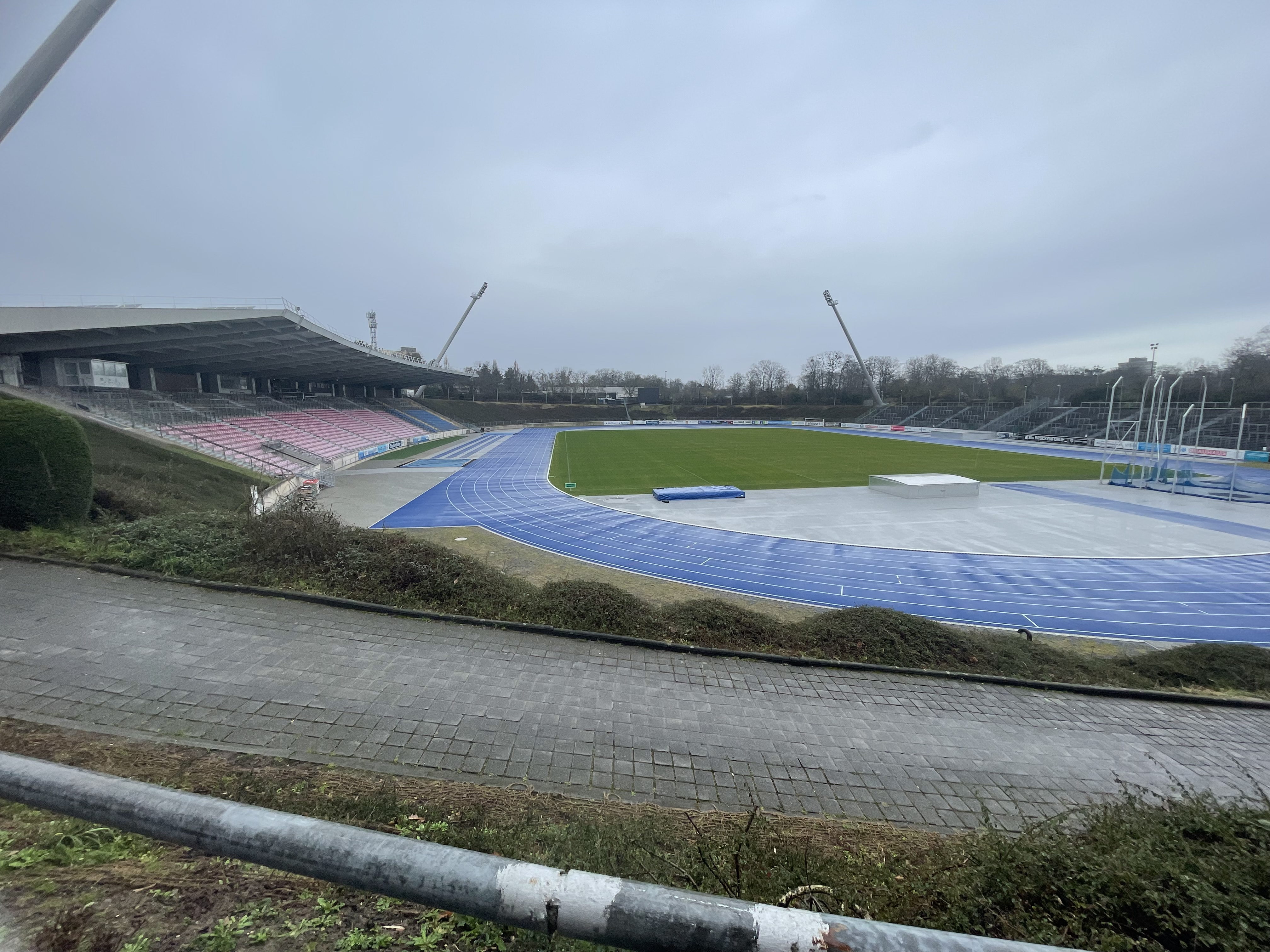
Sportpark Nord, Bonn
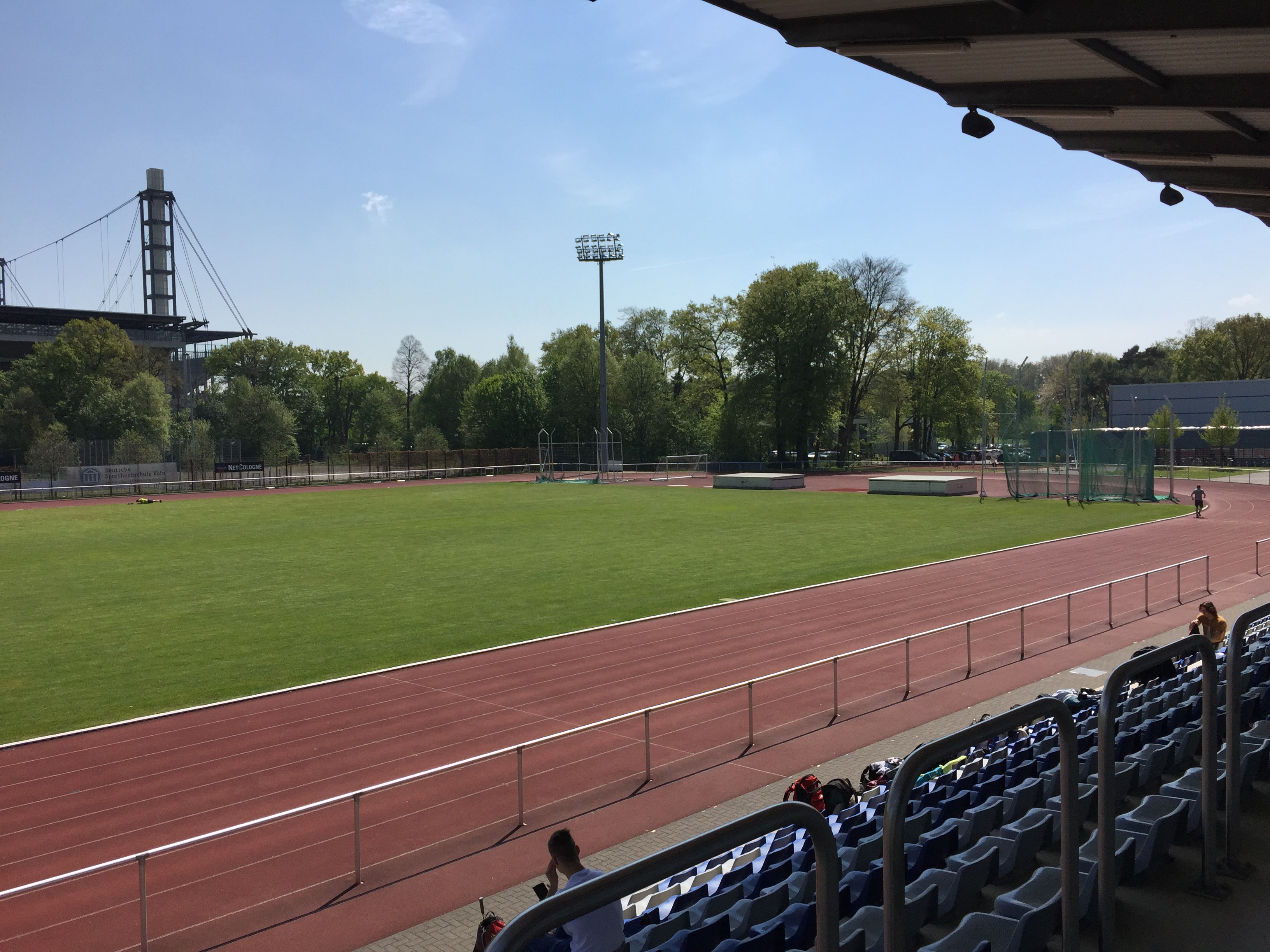
NetCologne Stadion, Köln
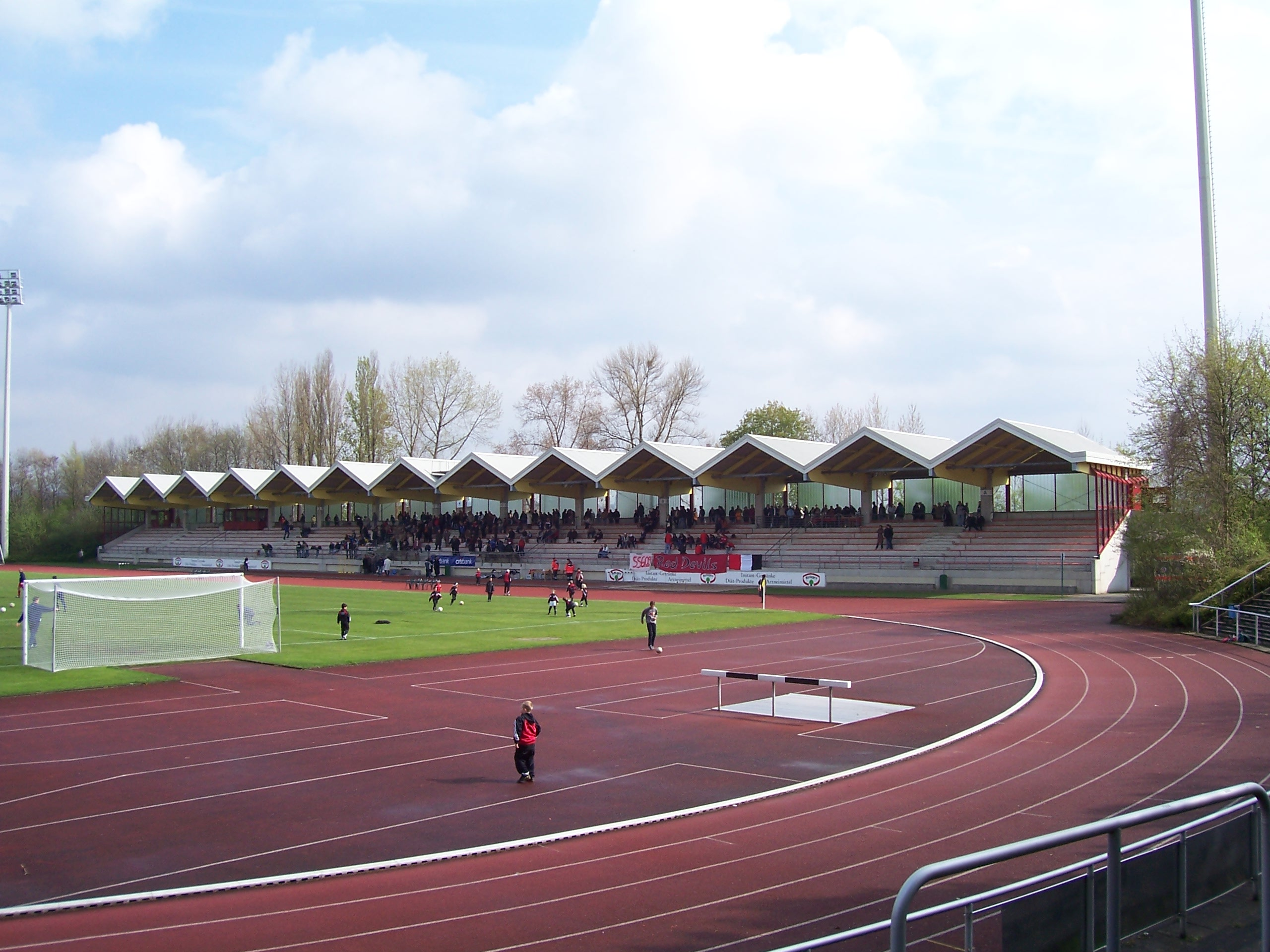
BELKAW-Arena, Bergisch Gladbach
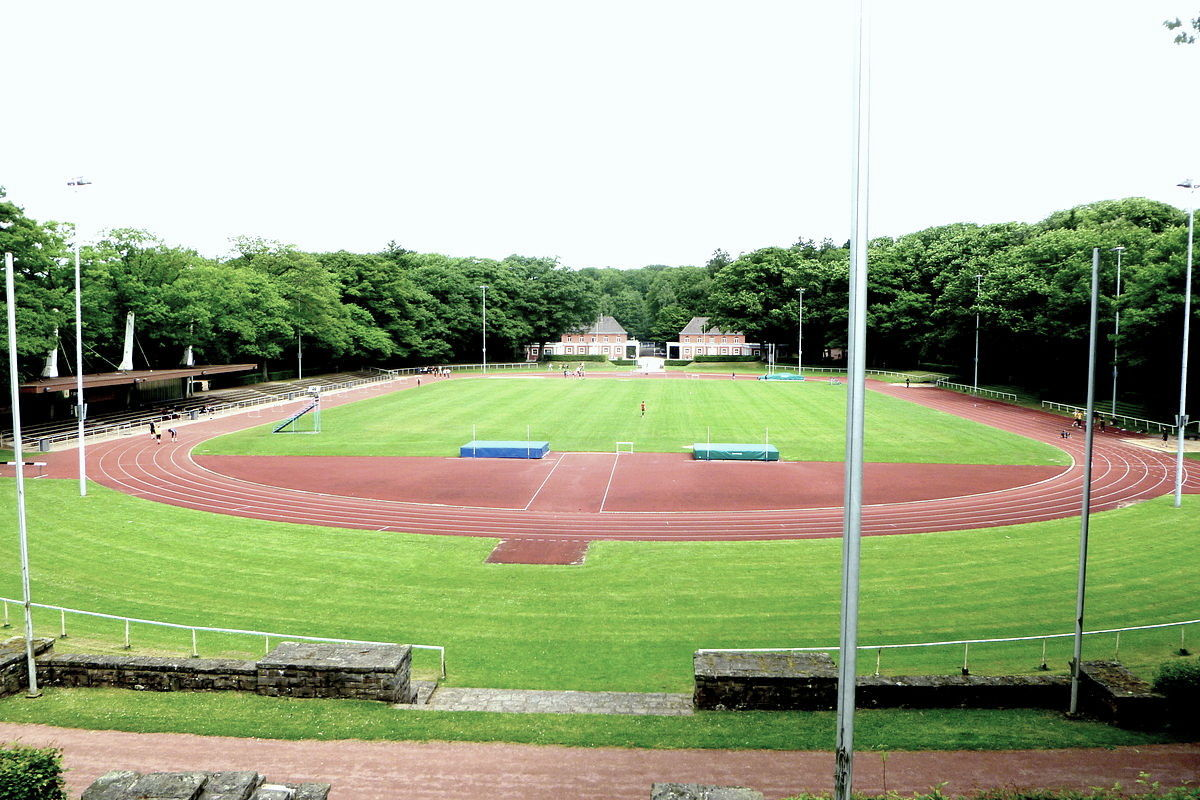
Waldstadion, Aachen
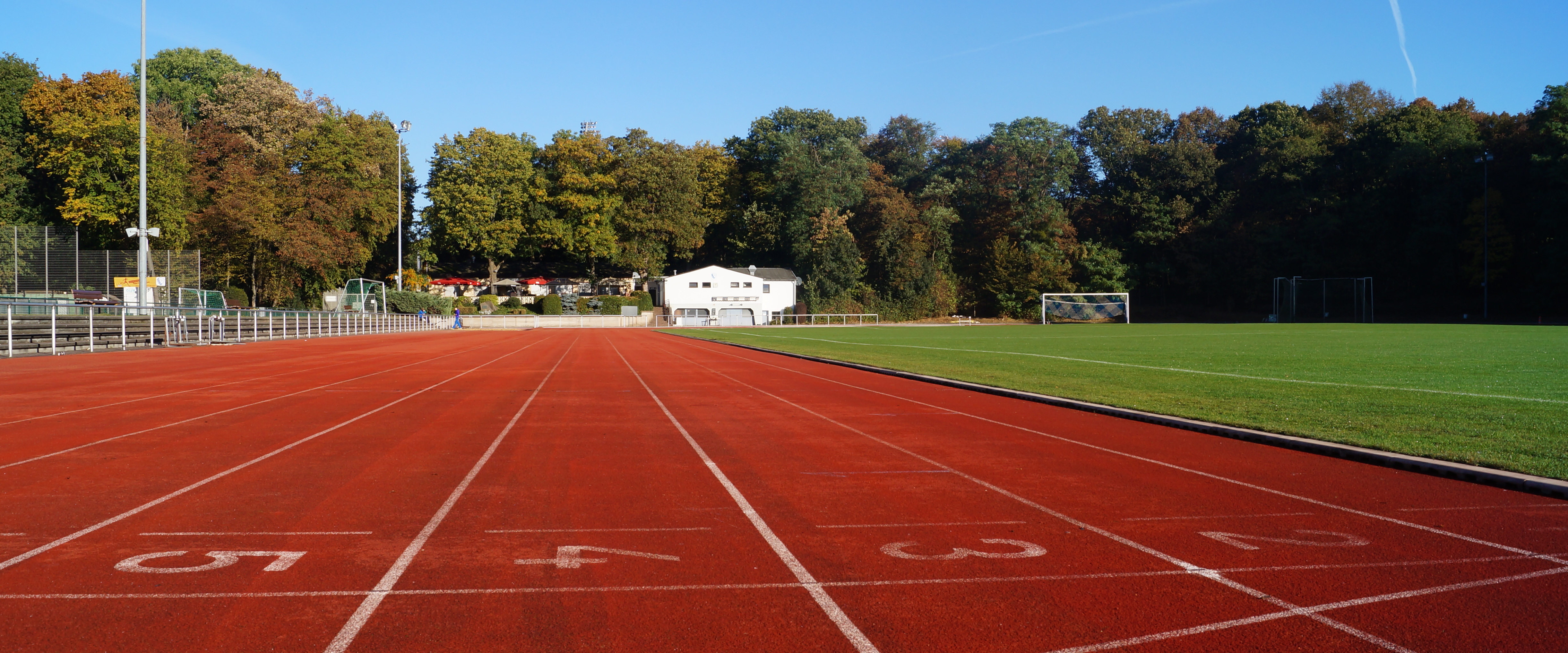
Sportpark Höhenberg, Köln
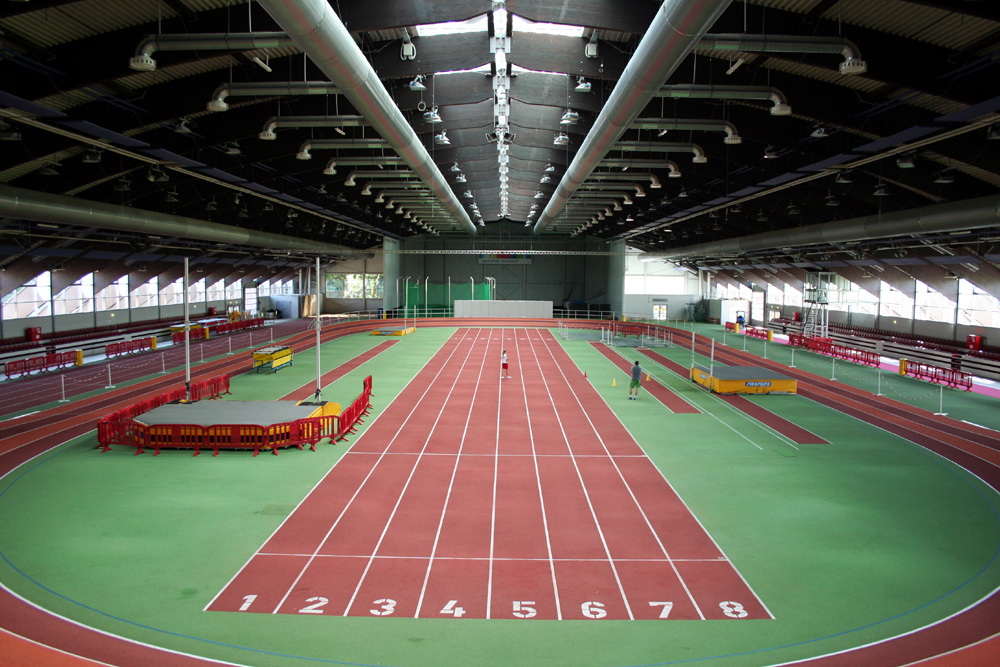
Leichtathletikhalle im Arena-Sportpark, Düsseldorf

### Vereins- und Mitgliederstruktur
Die 68.798 Mitglieder sind in 506 Vereinen organisiert (Stand 2023). Bundesweit steht der LVN mit der Mitgliederzahl 2020 nach Bayern, Westfalen, Hessen und Württemberg auf dem fünften Platz. Bezüglich der Anzahl Vereine liegt er hinter Bayern, Niedersachsen, Hessen, Württemberg und Westfalen auf Rang 6.
| Jahr | Männlich | Weiblich | Gesamt | Anzahl Vereine |
| ---- | -------- | -------- | ------ | -------------- |
| 1997 | 38.561   | 35.290   | 73.851 | 600 Vereine    |
| 1998 | 37.506   | 34.804   | 72.310 | 593 Vereine    |
| 1999 | 39.956   | 38.654   | 78.610 | 597 Vereine    |
| 2000 | 39.708   | 39.260   | 78.968 | 601 Vereine    |
| 2001 | 40.984   | 41.159   | 82.143 | 596 Vereine    |
| 2002 | 39.603   | 39.500   | 79.103 | 595 Vereine    |
| 2003 | 39.901   | 39.595   | 79.496 | 587 Vereine    |
| 2004 | 39.600   | 39.618   | 79.218 | 591 Vereine    |
| 2005 | 40.162   | 40.815   | 80.977 | 586 Vereine    |
| 2006 | 39.977   | 41.168   | 81.145 | 585 Vereine    |
| 2007 | 40.322   | 41.977   | 82.299 | 593 Vereine    |
| 2008 | 40.242   | 42.100   | 82.342 | 597 Vereine    |
| 2009 | 39.322   | 41.842   | 81.164 | 601 Vereine    |
| 2010 | 39.228   | 42.000   | 81.228 | 596 Vereine    |
| 2011 | 38.464   | 40.946   | 79.410 | 597 Vereine    |
| 2012 | 37.610   | 39.323   | 76.933 | 588 Vereine    |
| 2013 | 37.052   | 39.394   | 76.446 | 582 Vereine    |
| 2014 | 36.523   | 38.845   | 75.368 | 579 Vereine    |
| 2015 | 35.881   | 38.151   | 74.032 | 567 Vereine    |
| 2016 | 35.560   | 38.031   | 73.591 | 553 Vereine    |
| 2017 | 35.115   | 37.717   | 72.832 | 543 Vereine    |
| 2018 | 34.861   | 37.616   | 72.477 | 540 Vereine    |
| 2019 | 34.674   | 37.333   | 72.007 | 535 Vereine    |
| 2020 | 33.995   | 37.650   | 71.645 | 529 Vereine    |
| 2021 | 32.389   | 35.141   | 67.530 | 518 Vereine    |
| 2022 | 32.248   | 35.817   | 68.065 | 514 Vereine    |
| 2023 | 32.377   | 36.421   | 68.798 | 506 Vereine    |
| 2024 | 32.001   | 36.333   | 68.343 | 505 Vereine    |

- Diagrammdaten:
- Definition |
- Rohdaten |
- Hilfe

- Diagrammdaten:
- Definition |
- Rohdaten |
- Hilfe

| Geschlecht | 0–14   | 15–29 | 30–44 | 45–59 | 60–74 | 75–120 |
| ---------- | ------ | ----- | ----- | ----- | ----- | ------ |
| männlich   | 11.048 | 5280  | 3190  | 5670  | 4908  | 2281   |
| weiblich   | 14.265 | 5936  | 3754  | 5746  | 4767  | 1953   |

| Männlich | Weiblich |
| --- | --- |
| Die zur Anzeige dieser Grafik verwendete Erweiterung wurde dauerhaft deaktiviert. Wir arbeiten aktuell daran, diese und weitere betroffene Grafiken auf ein neues Format umzustellen. (Mehr dazu) | Die zur Anzeige dieser Grafik verwendete Erweiterung wurde dauerhaft deaktiviert. Wir arbeiten aktuell daran, diese und weitere betroffene Grafiken auf ein neues Format umzustellen. (Mehr dazu) |

Vereine aus dem Nordrhein sind regelmäßig in der Vereinsrangliste des DLV platziert, die die Anzahl der Platzierungen von Athleten in den Jahresbestenlisten angibt. Unter den 50 erfolgreichsten Vereinen befanden sich in den letzten Jahren die Vereine TSV Bayer 04 Leverkusen, LAV Bayer Uerdingen/Dormagen (bis 2024 LG des SC Bayer 05 Uerdingen und TSV Bayer Dormagen), LT DSHS Köln, ART Düsseldorf, ASV Köln und Aachener TG. Seit der Jahrtausendwende belegte der TSV Bayer 04 Leverkusen den ersten Platz auf der Liste und wurde 2021 von der LG Olympia Dortmund auf den zweiten Platz verwiesen.

## Aufgaben
In der Satzung werden neun Hauptaufgaben zur Pflege und Förderung des Sports und insbesondere der Leichtathletik definiert. Hierzu zählen die Förderung des Leistungs-, Breiten-, Freizeit- und gesundheitsorientierten Sports in allen leichtathletischen Disziplinen, sowie die einheitliche Ausrichtung der Leichtathletik im Verbandsgebiet nach den Bestimmungen des Deutschen Leichtathletik-Verbandes. Die Beachtung und Durchsetzung des Dopingverbots gemäß der Nationalen Anti-Doping Agentur Deutschland (NADA) gehören ebenso zu den Aufgaben wie die Durchführung von Nordrhein-Meisterschaften und NRW- und Deutschen Meisterschaften auf Verbandsgebiet, die Führung von Besten- und Rekordlisten und Aus- und Fortbildung. Zuletzt soll zudem die Zusammenarbeit mit anderen Leichtathletik-Landesverbänden, insbesondere dem Fußball- und Leichtathletik-Verband Westfalen (FLVW), gepflegt werden. Ausrüstungspartner war Erima, 2023 Hummel und seit 2024 Joma. Partner für Sportgeräte ist die Firma Schäper Sportgerätebau.

### Aus- und Fortbildung
Ausbildungsangebote sind im Wesentlichen Sporthelfer- und C-Lizenztrainer-, sowie B-Lizenztrainer-Lehrgänge mit dem Fokus auf Leistungssport in verschiedenen Disziplinblöcken, früher in Kooperation mit dem FLVW. Für beide Lizenzstufen werden regelmäßig Fortbildungen zur Lizenzverlängerung angeboten. Jährlich werden ca. 250 Aus- und Fortbildungen durchgeführt.
Des Weiteren finden in Kooperation mit dem LSB NRW Aus- und Fortbildungen zum Lauf-Instructor und Walking/Nordic-Walking-Instructor statt und Kampfrichter und Wettkampfmitarbeiter werden ausgebildet und betreut.

### Veranstaltungen
Im Wettkampfbetrieb werden jährlich die Nordrhein-Meisterschaften im Stadion und in der Halle in allen Altersklassen ab Jugend U14 ausgerichtet.
Weitere Meisterschaften bzw. überregionale Wettkämpfe sind die LVN-Blockwettkämpfe der Jugend U14 und U16 im Block Sprint/Sprung, Lauf und Wurf, die LVN-Teamendkämpfe der Jugend U14 bis U18 und die Nordrhein-Crossmeisterschaften. Gegen Ende der Wettkampfsaison treten die vier LVN-Regionen in aus den besten Jugendathleten jeder Region zusammengestellten Regionsteams bei den Nordrhein-Vergleichskämpfen gegeneinander an. Vor der Umstrukturierung der Region traten die Kreisverbände bei den Kreisvergleichskämpfen gegeneinander an.
Auf Regionsebene finden Regionsmeisterschaften statt, vor der Strukturreform waren es meist Kreismeisterschaften der ehemaligen Kreisverbände.
Neben den verbandseigenen Meisterschaften werden in Kooperation mit dem FLVW diverse Nordrhein-Westfälische Meisterschaften ausgerichtet, z. B. NRW-Meisterschaften, Hallenmeisterschaften, 10-km-Straßenlaufmeisterschaften, Langstreckenmeisterschaften, Langstaffelmeisterschaften, Team-Finale (Senioren), Mehrkampf und Halbmarathon.
Bei Deutschen Leichtathletik-Meisterschaften, die auf Verbandsgebiet stattfinden, ist der LVN Ausrichter.
Jährlich veranstaltet der LVN ca. 30 Wettkämpfe über alle Altersklassen hinweg.

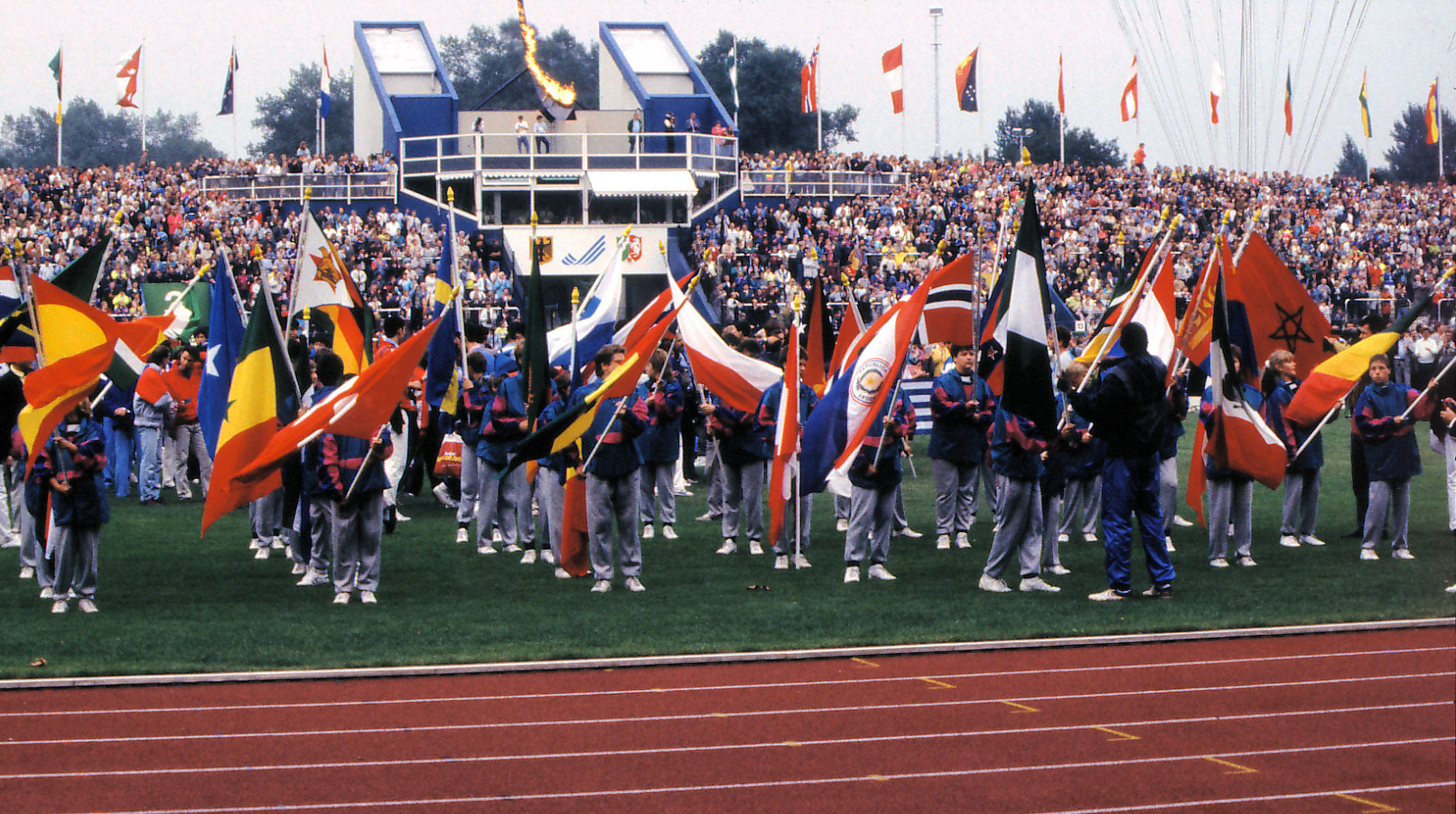
Universiade Duisburg 1989

| Jahr | Ort        | Stadion               |
| ---- | ---------- | --------------------- |
| 1978 | Köln       | Müngersdorfer Stadion |
| 1984 | Düsseldorf | Rheinstadion          |
| 1990 | Düsseldorf | Rheinstadion          |
| 1993 | Duisburg   | Wedaustadion          |
| 1996 | Köln       | Müngersdorfer Stadion |

| Jahr      | Veranstaltung                                     | Ort                                                                               |
| --------- | ------------------------------------------------- | --------------------------------------------------------------------------------- |
| 1934–1999 | ASV-Sportfest                                     | Köln                                                                              |
| 1970–     | Internationales Leichtathletik-Meeting            | Rhede                                                                             |
| 1973      | Leichtathletik-Europacup der Mehrkämpfer          | Bonn                                                                              |
| 1973      | Leichtathletik-Junioreneuropameisterschaften      | Duisburg                                                                          |
| 1974–1992 | Diverse Länderkämpfe                              | Düsseldorf, Dormagen, Rhede, Simmerath, Grevenbroich, Leverkusen                  |
| 1977      | Crosslauf-Weltmeisterschaften                     | Düsseldorf                                                                        |
| 1977      | 1. IAAF Leichtathletik-Weltcup                    | Düsseldorf                                                                        |
| 1981      | Gehörlosen-Weltspiele (Deaflympics)               | Köln                                                                              |
| 1983      | Internationaler Junioren-Mehrkampf-Cup            | Rhede                                                                             |
| 1985      | Leichtathletik-Europacup der Mehrkämpfer          | Krefeld                                                                           |
| 1988      | 1. Länderkampf BRD – DDR                          | Düsseldorf                                                                        |
| 1989      | Universiade                                       | Duisburg                                                                          |
| 1993–     | Thorpe Cup                                        | Aachen, Ratingen, Düsseldorf                                                      |
| 1995      | West Athletic Games / -Cup                        | Kevelaer                                                                          |
| 1997–     | Mehrkampf-Meeting Ratingen                        | Ratingen                                                                          |
| 2006–2020 | Internationales Indoor-Meeting (PSD Bank Meeting) | Düsseldorf                                                                        |
| 2007      | Internationale Deutsche Hochschulmeisterschaften  | Köln                                                                              |
| 2010      | Gay Games                                         | Köln                                                                              |
| 2010–     | #TrueAthletes Classics                            | Leverkusen                                                                        |
| 2019–     | Ruhr Games                                        | Duisburg und westfälische Städte                                                  |
| 2021–     | ISTAF Indoor                                      | Düsseldorf                                                                        |
| 2023      | Invictus Games                                    | Düsseldorf                                                                        |
| 2025      | Summer World University Games 2025                | Rhein-Ruhr (u.a. Duisburg, Essen) (Leichtathletik jedoch im westfälischen Bochum) |

### Öffentlichkeitsarbeit
Für die Öffentlichkeitsarbeit wird hauptsächlich der Internetauftritt genutzt und es wird ein unregelmäßig erscheinender Newsletter angeboten. Jede der vier Regionen hat zudem eine eigene Webseite, die sowohl Informationen des Dachverbands, als auch nur für die entsprechende Region relevante Inhalte bietet.

### Jugendarbeit
Die Jugendarbeit befasst sich hauptsächlich mit der Heranführung von Kindern und Jugendlichen an die Leichtathletik und den Spaß an der Ausübung des Sports. Jährlich findet der LVN-U10-Cup der Jugend U10 und der Jochen-Appenrodt-Pokal der Jugend U12 statt.

Logo des NADA-Programmes Gemeinsam gegen Doping

Zur Jugendarbeit gehört zudem die Ausrichtung des LVN-Jugendcamps, das jährlich in den Herbstferien stattfindet, Prävention sexualisierter Gewalt und Dopingprävention als Teil des Programmes GEMEINSAM GEGEN DOPING der NADA.
Als Reaktion auf den Ausfall der meisten Wettkämpfe deutschlandweit während der COVID-19-Pandemie organisierte der LVN 2020 von Mai bis Juni die LVN Athletics League, einen virtuellen Wettkampf, bei dem sich die Athleten von Zuhause in mehreren Challenges messen konnten. Bis Frühjahr 2021 wurden weitere virtuelle Wettkampfserien organisiert.

### Leistungssport
Besonders talentierte Athleten können in einen der sechs LVN-Landeskader aufgenommen werden. Voraussetzung hierfür ist üblicherweise das Erreichen des Kaderrichtwertes in einer bestimmten Disziplin. Seit Herbst 2022 werden in allen vier Regionen U14-Talentteams gebildet und bereits jüngere Jahrgänge in sogenannten U12-Talentiaden gesichtet.
In Zusammenarbeit mit der Sportstiftung NRW findet zudem eine Individualförderung von Leistungssportlerinnen und -sportlern statt, um Athleten aus Nordrhein-Westfalen an die Weltspitze heranzuführen mit dem Ziel der Teilnahme an Olympischen bzw. Paralympischen Spielen, sowie an Welt- und Europameisterschaften. Über die Aufnahme in das Perspektivteam NRW der Sportstiftung NRW entscheidet der Bundestrainer in Absprache mit den Landestrainern.
Regionalstützpunkte von Leichtathletik-NRW sind auf dem Verbandsgebiet Dormagen, Düsseldorf, Heinsberg, Köln (Bonn, Troisdorf), Krefeld-Uerdingen (Duisburg), Leverkusen / Wipperfürth und Rhede (Wesel / Sonsbeck). Leverkusen ist zudem Bundesstützpunkt.
In Köln befindet sich überdies der Sitz des Olympiastützpunktes Rheinland mit Standorten in Bonn, Leverkusen, Bergisch Gladbach, Aachen, Neuss, Mönchengladbach, Swisttal, Bad Honnef, Hennef (Sieg), Dormagen und Düsseldorf. Der Olympiastützpunkt Rhein-Ruhr hat seinen Sitz in Essen. Große Vereine, wie z. B. der TSV Bayer 04 Leverkusen, TSV Bayer Dormagen und SSF Bonn und die Deutsche Sporthochschule Köln sind in die Entwicklung des Stützpunktes eingebunden.

### Breitensport

#### Schulsport
Für Schulen wird die Leichtathletik Schulsporttour veranstaltet, bei der Schülerinnen und Schüler der 2. und 3. Klasse vier verschiedene Disziplinen aus der Kinderleichtathletik kennen lernen. Ab 2021 wird an Grundschulen der Grundschulwettbewerb NRW Youngstars ausgerichtet, der in Kooperation mit dem FLVW, dem Rheinischen Turnerbund, dem Westfälischen Turnerbund, und den Bezirksregierungen von Arnsberg, Detmold, Düsseldorf, Köln und Münster die Basissportarten Leichtathletik und Turnen im Schulsport stärken soll.
Ebenfalls in Kooperation mit anderen Sportverbänden, namentlich der Schwimmverband NRW, Rheinische Turnerbund, Westfälische Turnerbund, Westdeutsche Fußballverband (mit FVM, FVN und FLVW), Westdeutsche Basketball-Verband, Westfälische Tennisverband, Radsportverband NRW, Kanu-Verband NRW und der Westdeutsche Volleyball-Verband, findet die Schulsport Challenge für 6- bis 10-Jährige statt. Die Kinder sollen dabei die verschiedenen Sportarten, die durch die Verbände repräsentiert werden, kennenlernen.
An ältere Schüler richten sich die Aktionstage des Programmes Leichtathletik in NRW, eine Kooperation von LVN und FLVW. Der bundesweite Wettbewerb Jugend trainiert für Olympia & Paralympics für sporttalentierte Jugendliche wird über mehrere Ebenen von Stadt- bzw. Kreisfinals bis Landes- und Bundesfinalveranstaltungen mit Schulmannschaften durchgeführt.
Zudem zählt die Unterstützung bei der Durchführung der Bundesjugendspiele und des Deutschen Sportabzeichens im Verbandsgebiet zu den Aufgaben.

#### Laufen, Walking und Nordic Walking

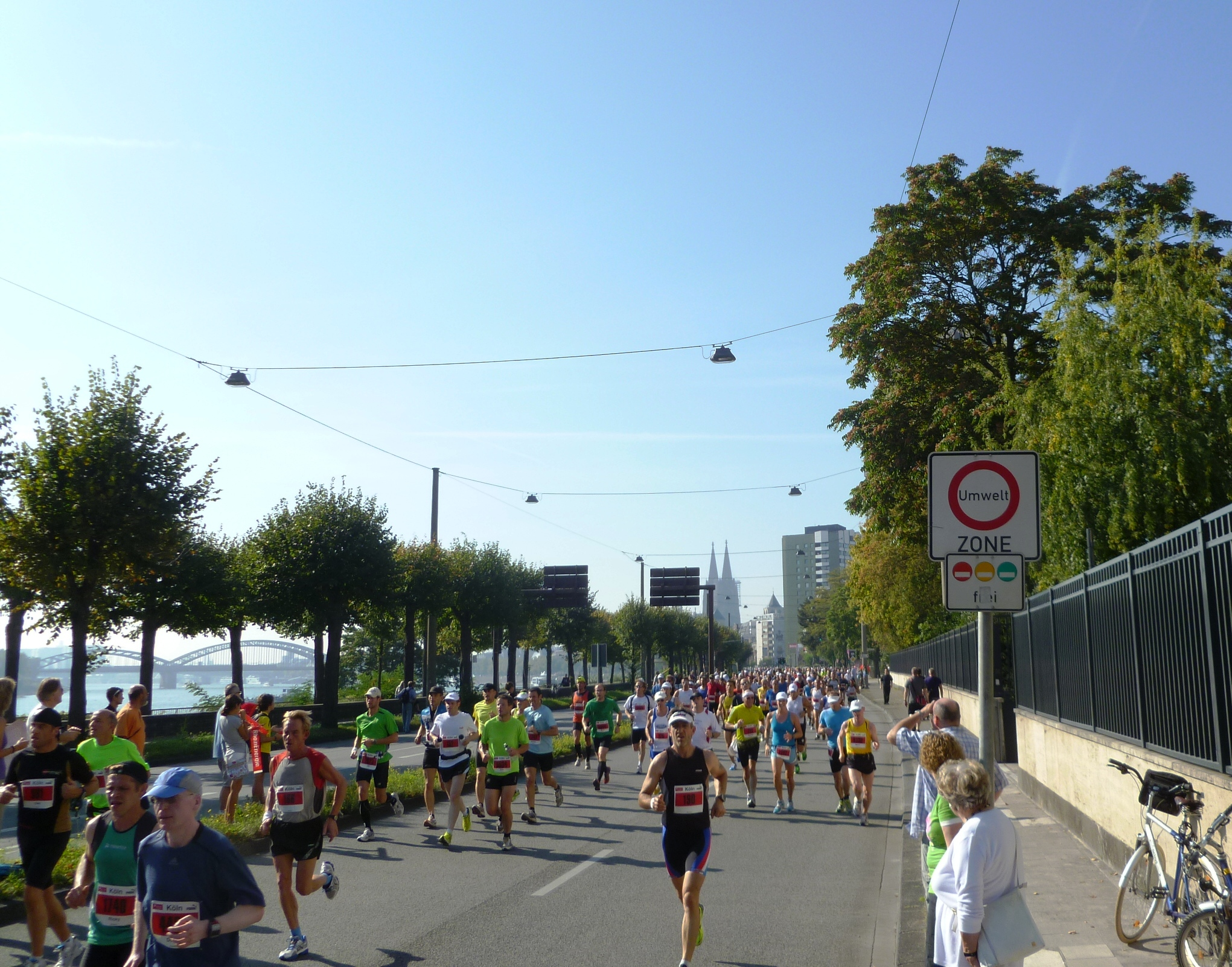
Köln-Marathon 2011

Neben den Vereinen und Mitgliedern werden auch etwa 100.000 nicht-organisierte Leichtathleten, wie Läufer und Walker, vom LVN betreut. Z. B. DLV-TREFFs, davon rund 260 Lauftreffs, 150 Walking-Treffs und 120 Nordic-Walking-Treffs. Jährlich finden auf dem Verbandsgebiet ca. 300 Laufveranstaltungen mit über 250.000 Teilnehmern statt.

#### Abzeichen
Sporttreibende haben die Möglichkeit, beim LVN verschiedene Abzeichen zu erlangen. In den Bereichen Lauf, Walking, Nordic Walking und Mehrkampf stellt der Verband verschiedene Abstufungen dieser Abzeichen aus.
Das DLV Laufabzeichen gibt es in sechs Stufen (15 min  bis Marathon ), das DLV Walking-  und Nordic-Walkingabzeichen  in jeweils drei Stufen (30 min bis 120 min), das DLV-Kinderleichtathletik-Abzeichen in zwei Stufen (Starter und Könner) und das DLV Mehrkampfabzeichen in Bronze, Silber und Gold.

## Verbandsrekorde
Rekorde gemäß der LVN-Rekordlisten und Leistungen der DLV-Rekordlisten.
| = Weltrekord                   | = Europarekord            | = Deutscher Rekord | = U20-Weltrekord |
| * = Ausstehende Ratifizierung; | i = In der Halle erzielt; | (h) = Handgestoppt |                  |

### Freiluft

#### Männer
| Disziplin                               | Leistung       | Name | Verein                         | Datum           | Ort                 |
| --------------------------------------- | -------------- | --- | ------------------------------ | --------------- | ------------------- |
| 100 m                                   | 10,06 s (+1,2) | Joshua Hartmann | ASV Köln                       | 22.06.2024      | Genf                |
| 200 m                                   | 20,02 s (+0,6) | Joshua Hartmann | ASV Köln                       | 09.07.2023      | Kassel              |
| 400 m                                   | 44,98 s        | Ralf Lübke | LG Bayer Leverkusen            | 12.07.1986      | Berlin              |
| 800 m                                   | 1:45,26 min    | Willi Wülbeck | SG Oberhausen-Osterfeld        | 25.07.1976      | Montreal            |
| 1000 m                                  | 2:16,3 min     | Willi Wülbeck | SG Oberhausen-Osterfeld        | 23.09.1976      | Bochum              |
| 1500 m                                  | 3:31,96 min    | Harald Hudak | LG Bayer Leverkusen            | 27.08.1980      | Koblenz             |
| 1 Meile                                 | 3:49,98 min    | Thomas Wessinghage | ASV Köln                       | 17.08.1983      | Berlin              |
| 2000 m                                  | 4:52,20 min    | Thomas Wessinghage | ASV Köln                       | 31.08.1982      | Köln                |
| 3000 m                                  | 7:30,50 min    | Dieter Baumann | TSV Bayer 04 Leverkusen        | 08.08.1998      | Monaco              |
| 5000 m                                  | 12:54,70 min   | Dieter Baumann | TSV Bayer 04 Leverkusen        | 13.08.1997      | Zürich              |
| 10.000 m                                | 27:21,53 min   | Dieter Baumann | TSV Bayer 04 Leverkusen        | 05.04.1997      | Barakaldo           |
| 10 km                                   | 28:29 min      | Maximilian Thorwirth | SFD 75 Düsseldorf              | 15.01.2023      | Valencia            |
| 10 km (Mannschaft)                      | 1:29:42 h      | TSV Bayer 04 Leverkusen | TSV Bayer 04 Leverkusen        | 03.03.2002      | Leverkusen          |
| 10 km (Mannschaft)                      | 1:29:42 h      | Kröckert 29:19 min, May 30:11 min, Wolf 30:12 min |                                | 03.03.2002      | Leverkusen          |
| Halbmarathon                            | 1:01:59 h      | Martin Bremer | LG Bayer Leverkusen            | 16.11.1994      | Griesheim           |
| Halbmarathon (Mannschaft)               | 3:16:07 h      | Korschenbroicher LC | Korschenbroicher LC            | 27.03.1999      | Xanten              |
| Halbmarathon (Mannschaft)               | 3:16:07 h      | Fischer 1:03:53 h, Langfeld 1:04:48 h, Ahrenfeld 1:07:26 h |                                | 27.03.1999      | Xanten              |
| 25 km                                   | 1:13:58 h      | Karl Fleschen | TSV Bayer 04 Leverkusen        | 16.04.1978      | Frankenberg (Eder)  |
| 25 km (Mannschaft)                      | 3:50:14 h      | LGJ Bonn/Troisdorf | LGJ Bonn/Troisdorf             | 09.04.1977      | Paderborn           |
| 25 km (Mannschaft)                      | 3:50:14 h      | Schirmer 1:15:16 h, Hellwig 1:16:56 h, Koha 1:18:02 h |                                | 09.04.1977      | Paderborn           |
| Marathon                                | 2:13:05 h      | André Pollmächer | Rhein-Marathon Düsseldorf      | 29.03.2013      | Berlin              |
| Marathon (Mannschaft)                   | 6:54:40 h      | LGJ Bonn/Troisdorf | LGJ Bonn/Troisdorf             | 19.09.1977      | Berlin              |
| Marathon (Mannschaft)                   | 6:54:40 h      | Hellwig 2:15:36,3 h, Schirmer 2:19:12,1 h, Haefele 2:19:45,5 h |                                | 19.09.1977      | Berlin              |
| 100 km                                  | 6:38:04 h      | Burkhardt Lennartz | ASV Sankt Augustin             | 05.09.1992      | Rheine              |
| 100 km (Mannschaft)                     | 22:09:57 h     | DJK Elmar Kohlscheid | DJK Elmar Kohlscheid           | 12.10.1991      | Scheeßel            |
| 100 km (Mannschaft)                     | 22:09:57 h     | Veith 7:12:06 h, Kleinfeld 7:18:15 h, Gülpen 7:39:26 h |                                | 12.10.1991      | Scheeßel            |
| 110 m Hürden                            | 13,41 s (+1,1) | Claude Edorh | ASV Köln                       | 12.08.1994      | Helsinki            |
| 400 m Hürden                            | 49,02 s        | Gerhard Hennige | SV Bayer 04 Leverkusen         | 15.10.1968      | Mexiko-Stadt        |
| 3000 m Hindernis                        | 8:14,37 min    | Steffen Brand | LG Bayer Leverkusen            | 11.08.1995      | Göteborg            |
| 4 × 100 m                               | 39,24 s        | TSV Bayer 04 Leverkusen | TSV Bayer 04 Leverkusen        | 09.07.2017      | Erfurt              |
| 4 × 100 m                               | 39,24 s        | Polkowski – Hoffmann – Köllmann – Menga |                                | 09.07.2017      | Erfurt              |
| 4 × 200 m                               | 1:22,4 min     | SV Bayer 04 Leverkusen | SV Bayer 04 Leverkusen         | 04.07.1970      | Berlin              |
| 4 × 200 m                               | 1:22,4 min     | Jordan – Knobloch – Ommer – Eigenherr |                                | 04.07.1970      | Berlin              |
| 4 × 400 m                               | 3:03,91 min    | LG Bayer Leverkusen | LG Bayer Leverkusen            | 12.08.1979      | Stuttgart           |
| 4 × 400 m                               | 3:03,91 min    | Karge – Rabstein – Hermann – Hofmeister |                                | 12.08.1979      | Stuttgart           |
| 3 × 1000 m                              | 7:08,77 min    | TSV Bayer 04 Leverkusen | TSV Bayer 04 Leverkusen        | 02.08.2015      | Jena                |
| 3 × 1000 m                              | 7:08,77 min    | Gruber – Schoenball – Schembera |                                | 02.08.2015      | Jena                |
| 4 × 800 m                               | 7:16,50 min    | LG Bayer Leverkusen | LG Bayer Leverkusen            | 01.08.1981      | Flensburg           |
| 4 × 800 m                               | 7:16,50 min    | Möhler – Riebe – Thiel – Hudak |                                | 01.08.1981      | Flensburg           |
| 4 × 1500 m                              | 15:01,50 min   | LG Bayer Leverkusen | LG Bayer Leverkusen            | 01.08.1981      | Flensburg           |
| 4 × 1500 m                              | 15:01,50 min   | Belger – Hudak – Wellmann – Fleschen |                                | 01.08.1981      | Flensburg           |
| 10.000-m-Gehen                          | 43:35,49 min   | Markus Gerds | LAZ Bergisch Gladbach/Bensberg | 07.09.1986      | Wetzlar             |
| 10-km-Gehen                             | 44:52 min      | Werner Schmitz | Meidericher SV                 | 06.11.1960      | Frankfurt am Main   |
| 20-km-Gehen                             | 1:29:17 h      | Markus Gerds | LAZ Bergisch Gladbach/Bensberg | 13.06.1987      | Esch an der Alzette |
| 20-km-Gehen (Mannschaft)                | 4:45:47 h      | FC Bayer 05 Uerdingen | FC Bayer 05 Uerdingen          | 10.06.1972      | Rhede               |
| 20-km-Gehen (Mannschaft)                | 4:45:47 h      | Stärk 1:31:59 h, Milden 1:34:33 h, Saleina 1:39:15 h |                                | 10.06.1972      | Rhede               |
| 50-km-Gehen                             | 4:04:21 h      | Rainer Driesen | LG Düsseldorf                  | 23.05.1993      | Kerpen              |
| 50-km-Gehen (Mannschaft)                | 14:02:04 h     | FC Bayer 05 Uerdingen | FC Bayer 05 Uerdingen          | 17.06.1972      | Eschborn            |
| 50-km-Gehen (Mannschaft)                | 14:02:04 h     | Milden 4:31:52 h, Saleina 4:44:46 h, Stärk 4:45:26 h |                                | 17.06.1972      | Eschborn            |
| Hochsprung                              | 2,37 m         | Carlo Thränhardt | ASV Köln                       | 02.09.1984      | Rieti               |
| Stabhochsprung                          | 6,01 m         | Björn Otto | LAV Bayer Uerdingen/Dormagen   | 05.09.2012      | Aachen              |
| Weitsprung                              | 8,29 m (+2,0)  | Alyn Camara | TSV Bayer 04 Leverkusen        | 15.06.2013      | Bad Langensalza     |
| Dreisprung                              | 17,59 m (+1,9) | Charles Friedek | TSV Bayer 04 Leverkusen        | 23.07.1997      | Hamburg             |
| Kugelstoßen                             | 21,35 m        | Thomas Schmitt | LT DSHS Köln                   | 21.03.2015      | Übach-Palenberg     |
| Kugelstoßen                             | 21,73 m        | August Wolf | LG Bayer Leverkusen            | 12.04.1984      | Leverkusen          |
| Diskuswurf                              | 68,08 m        | Hein-Direck Neu | SV Bayer 04 Leverkusen         | 27.05.1997      | Bremerhaven         |
| Hammerwurf                              | 83,04 m        | Heinz Weis | TSV Bayer 04 Leverkusen        | 29.06.1997      | Frankfurt am Main   |
| Speerwurf                               | 90,10 m        | Max Dehning | TSV Bayer 04 Leverkusen        | 25.02.2024      | Halle (Saale)       |
| Speerwurf (bis 31.03.1986)              | 91,44 m        | Klaus Tafelmeier | LG Bayer Leverkusen            | 23.05.1983      | Kevelaer            |
| Fünfkampf (ab 01.04.1986)               | 3930 Punkte    | Hans-Joachim Häberle | LG Bayer Leverkusen            | 02.07.1986      | Leverkusen          |
| Fünfkampf (ab 01.04.1986)               | 3930 Punkte    | 7,29 – 59,18 – 22,2 – 42,70 – 4:27,3 |                                | 02.07.1986      | Leverkusen          |
| Fünfkampf (bis 31.03.1986)              | 4230 Punkte    | Kurt Bendlin | LC Bonn                        | 31.10.1970      | Bonn                |
| Fünfkampf (bis 31.03.1986)              | 4230 Punkte    | 7,31 m (Weit), 72,10 m (Speer), 21,3 s (200 m), 45,16 m (Diskus), 4:33,4 min (1500 m)                                                                                                |                                | 31.10.1970      | Bonn                |
| Fünfkampf (Mannschaft) (ab 01.04.1986)  | 9919 Punkte    | LG Bayer Leverkusen | LG Bayer Leverkusen            | 30.07.1988      | Rain                |
| Fünfkampf (Mannschaft) (ab 01.04.1986)  | 9919 Punkte    | Peter Kurowski 3460 Punkte, Wolfgang Haupt 3327 Punkte, Wolfgang Muders (3132 Punkte)                                                                                                |                                | 30.07.1988      | Rain                |
| Fünfkampf (Mannschaft) (bis 31.03.1986) | 11.447 Punkte  | LG Bayer Leverkusen | LG Bayer Leverkusen            | 09.05.1982      | Leverkusen          |
| Fünfkampf (Mannschaft) (bis 31.03.1986) | 11.447 Punkte  | Hans-Joachim Häberle 3980 Punkte, Rudolf Brumund 3821 Punkte, Wolfgang Muders 3646 Punkte                                                                                            |                                | 09.05.1982      | Leverkusen          |
| Zehnkampf (ab 01.04.1986)               | 8670 Punkte    | Michael Schrader | TSV Bayer 04 Leverkusen        | 10/ 11.08.2013  | Moskau              |
| Zehnkampf (ab 01.04.1986)               | 8670 Punkte    | 10,73 s (100 m), 7,85 m (Weit), 14,56 m (Kugel), 1,99 m (Hoch), 47,66 s (400 m) / 14,29 s (110 m Hürden), 46,44 m (Diskus), 5,00 m (Stabhoch), 65,67 m (Speer), 4:25,38 min (1500 m) |                                | 10/ 11.08.2013  | Moskau              |
| Zehnkampf (bis 31.03.1986)              | 8832 Punkte    | Jürgen Hingsen | LAV Bayer Uerdingen/Dormagen   | 08./ 09.06.1984 | Mannheim            |
| Zehnkampf (bis 31.03.1986)              | 8832 Punkte    | 10,70 s (100 m), 7,76 m (Weit), 16,42 m (Kugel), 2,07 m (Hoch), 48,05 s (400 m) / 14,07 s (110 m Hürden), 49,36 m (Diskus), 4,90 m (Stabhoch), 59,86 m (Speer), 4:19,75 min (1500 m) |                                | 08./ 09.06.1984 | Mannheim            |
| Zehnkampf (Mannschaft) (ab 01.04.1986)  | 22.993 Punkte  | LG Bayer Leverkusen | LG Bayer Leverkusen            | 09./ 10.07.1994 | Aachen              |
| Zehnkampf (Mannschaft) (ab 01.04.1986)  | 22.993 Punkte  | Dirk-Joachim Pajonk 8070 Punkte, Helge Günther 7830 Punkte, Lars Knut 7093 Punkte |                                | 09./ 10.07.1994 | Aachen              |
| Zehnkampf (Mannschaft) (bis 31.03.1986) | 23.880 Punkte  | LG Bayer Leverkusen | LG Bayer Leverkusen            | 24./ 25.06.1980 | Filderstadt         |
| Zehnkampf (Mannschaft) (bis 31.03.1986) | 23.880 Punkte  | Wolfgang Muders 8065 Punkte, Rudolf Brumund 7942 Punkte, Claus Marek 7873 Punkte |                                | 24./ 25.06.1980 | Filderstadt         |
| Stand: 1. März 2024                     |                | |                                |                 |                     |

#### Frauen
| Disziplin                 | Leistung       | Name | Verein                       | Datum              | Ort              |
| ------------------------- | -------------- | --- | ---------------------------- | ------------------ | ---------------- |
| 100 m                     | 10,98 s (+0,2) | Gina Lückenkemper | TSV Bayer 04 Leverkusen      | 07.08.2018         | Berlin           |
| 200 m                     | 22,73 s (+1,4) | Silke Lichtenhagen | LG Bayer Leverkusen          | 03.07.1994         | Erfurt           |
| 200 m                     | 22,73 s (+0,7) | Sabrina Mulrain | Rumelner TV                  | 20.06.1999         | Paris            |
| 400 m                     | 50,37 s        | Ute Thimm | ASV Köln                     | 06.08.1984         | Los Angeles      |
| 800 m                     | 1:58,24 min    | Linda Kisabaka | LG Bayer Leverkusen          | 14.08.1996         | Zürich           |
| 1500 m                    | 3:58,92 min    | Konstanze Klosterhalfen | TSV Bayer 04 Leverkusen      | 27.08.2017         | Berlin           |
| 1 Meile                   | 4:21,11 min    | Konstanze Klosterhalfen | TSV Bayer 04 Leverkusen      | 18.08.2019         | Birmingham       |
| 3000 m                    | 8:20,07 min    | Konstanze Klosterhalfen | TSV Bayer 04 Leverkusen      | 30.06.2019         | Palo Alto        |
| 2 Meilen                  | 9:18,16 min    | Konstanze Klosterhalfen | TSV Bayer 04 Leverkusen      | 21.08.2021         | Eugene (Oregon)  |
| 5000 m                    | 14:26,76 min   | Konstanze Klosterhalfen | TSV Bayer 04 Leverkusen      | 03.08.2019         | Berlin           |
| 5 km                      | 14:52 min      | Konstanze Klosterhalfen | TSV Bayer 04 Leverkusen      | 31.12.2022         | Barcelona        |
| 10.000 m                  | 31:01,71 min   | Konstanze Klosterhalfen | TSV Bayer 04 Leverkusen      | 27.02.2021         | Austin (Texas)   |
| 10 km                     | 31:49 min      | Sabrina Mockenhaupt | Kölner Verein für Marathon   | 01.08.2009         | Berlin           |
| 10 km (Mannschaft)        | 1:43:29 h      | TSV Bayer 04 Leverkusen | TSV Bayer 04 Leverkusen      | 06.03.2016         | Leverkusen       |
| 10 km (Mannschaft)        | 1:43:29 h      | Klosterhalfen 32:24 min, Klaassen 35:27 min, Stemper 35:38 min                                                                |                              | 06.03.2016         | Leverkusen       |
| Halbmarathon              | 1:05:41 h      | Konstanze Klosterhalfen | TSV Bayer 04 Leverkusen      | 23.10.2022         | Valencia         |
| Halbmarathon (Mannschaft) | 3:50:09        | ASC Rosellen/Neuss | ASC Rosellen/Neuss           | 01.10.1989         | Berlin           |
| Halbmarathon (Mannschaft) | 3:50:09        | Ortega Sawal 1:15:13 h, Maak 1:15:49 h, Soeder 1:19:07 h                                                                      |                              | 01.10.1989         | Berlin           |
| Marathon                  | 2:26:12 h      | Sonja Oberem | TSV Bayer 04 Leverkusen      | 22.04.2001         | Hamburg          |
| Marathon (Mannschaft)     | 8:07:15 h      | ASV Köln | ASV Köln                     | 01.10.1989         | Berlin           |
| Marathon (Mannschaft)     | 8:07:15 h      | Holtkamp 2:38:39 h, Kalinowski 2:43:50 h, Tosun 2:44:46 h                                                                     |                              | 01.10.1989         | Berlin           |
| 100 km                    | 7:18:57 h      | Birgit Lennartz | ASV Sankt Augustin           | 28.04.1990         | Hanau            |
| 100 km (Mannschaft)       | 28:31:03 h     | DLC Aachen | DLC Aachen                   | 16.04.1994         | Hanau            |
| 100 km (Mannschaft)       | 28:31:03 h     | Küpper 8:43:50 h, Spellerberg 8:51:54 h, Theissen 8:55:19 h                                                                   |                              | 16.04.1994         | Hanau            |
| 100 m Hürden              | 12,84 s (+1,1) | Ulrike Denk | LG Bayer Leverkusen          | 03.08.1985         | Stuttgart        |
| 100 m Hürden              | 12,84 s (+0,7) | Kirsten Bolm | LT DSHS Köln                 | 02.07.2002         | Lausanne         |
| 400 m Hürden              | 55,28 s        | Maren Schott | TSV Bayer 04 Leverkusen      | 25.08.2003         | Daegu            |
| 3000 m Hindernis          | 9:15,35 min    | Lea Meyer | ASV Köln                     | 20.08.2022         | München          |
| 4 × 100 m                 | 43,55 s        | TSV Bayer 04 Leverkusen | TSV Bayer 04 Leverkusen      | 22.07.2018         | Nürnberg         |
| 4 × 100 m                 | 43,55 s        | Kwadwo – Montag – Lückenkemper – Arndt                                                                                        |                              | 22.07.2018         | Nürnberg         |
| 4 × 400 m                 | 3:31,95 min    | LG Bayer Leverkusen | LG Bayer Leverkusen          | 02.07.1995         | Bremen           |
| 4 × 400 m                 | 3:31,95 min    | Broich – Mayer – Feller – Kisabaka                                                                                            |                              | 02.07.1995         | Bremen           |
| 3 × 800 m                 | 6:08,12 min    | ASV Köln | ASV Köln                     | 22.07.1984         | Fulda            |
| 3 × 800 m                 | 6:08,12 min    | Büngener – Gerdes – Kraus |                              | 22.07.1984         | Fulda            |
| 5000-m-Gehen              | 23:09,97 min   | Lea Dederichs | ART Düsseldorf               | 16.05.2015         | Rheine           |
| 5-km-Gehen                | 23:58 min      | Ingrid Adam | LAV Düsseldorf               | 23.08.1987         | Consdorf         |
| 5-km-Gehen (Mannschaft)   | 1:23:15 h      | LAV Düsseldorf | LAV Düsseldorf               | 19.05.1985         | Lippstadt        |
| 5-km-Gehen (Mannschaft)   | 1:23:15 h      | Adam, Pfeifer, Zimmermann |                              | 19.05.1985         | Lippstadt        |
| 10-km-Gehen               | 49:11 min      | Lea Dederichs | ART Düsseldorf               | 01.06.2014         | Düsseldorf       |
| 10-km-Gehen (Mannschaft)  | 2:53:35 h      | LAV Bayer Uerdingen/Dormagen                                                                                                  | LAV Bayer Uerdingen/Dormagen | 27.04.1997         | Kerpen           |
| 10-km-Gehen (Mannschaft)  | 2:53:35 h      | Mikrikow, A. 51:41 min, Adam 60:21 min, Mikrikow, T. 61:33 min                                                                |                              | 27.04.1997         | Kerpen           |
| 20-km-Gehen               | 1:41:40 h      | Lea Dederichs | ART Düsseldorf               | 19.04.2015         | Naumburg (Saale) |
| Hochsprung                | 2,05 m         | Heike Henkel | LG Bayer Leverkusen          | 31.08.1991         | Tokio            |
| Stabhochsprung            | 4,82 m         | Silke Spiegelburg | TSV Bayer 04 Leverkusen      | 20.07.2012         | Monaco           |
| Weitsprung                | 6,84 m         | Heidemarie Rosendahl | TuS 04 Leverkusen            | 03.09.1970         | Turin            |
| Dreisprung                | 14,31 m (+0,0) | Petra Lobinger | TSV Bayer 04 Leverkusen      | 06.06.1997         | Mainz            |
| Kugelstoßen               | 18,51 m        | Claudia Losch | LG Bayer Leverkusen          | 22.08.1982         | Köln             |
| Diskuswurf                | 64,96 m        | Liesel Westermann | TuS 04 Leverkusen            | 12.08.1972         | Zürich           |
| Hammerwurf                | 72,74 m        | Susanne Keil | TSV Bayer 04 Leverkusen      | 16.07.2005         | Nikiti           |
| Speerwurf                 | 68,34 m        | Steffi Nerius | TSV Bayer 04 Leverkusen      | 31.08.2008         | Elstal           |
| Siebenkampf               | 6683 Punkte    | Jennifer Oeser | TSV Bayer 04 Leverkusen      | 31.07./ 01.08.2010 | Barcelona        |
| Siebenkampf               | 6683 Punkte    | 13,37 s (100 m Hürden), 1,83 m (Hoch), 13,82 m (Kugel), 24,07 s (200 m) / 6,68 m (Weit), 49,17 m (Speer), 2:12,28 min (800 m) |                              | 31.07./ 01.08.2010 | Barcelona        |
| Siebenkampf (Mannschaft)  | 17.815 Punkte  | TSV Bayer 04 Leverkusen | TSV Bayer 04 Leverkusen      | 15./ 16.06.2013    | Ratingen         |
| Siebenkampf (Mannschaft)  | 17.815 Punkte  | Kira Biesenbach 6185 Punkte – Anna Maiwald 5863 Punkte – Alina Biesenbach 5767 Punkte                                         |                              | 15./ 16.06.2013    | Ratingen         |
| Stand: 1. März 2024       |                | |                              |                    |                  |

Straßenlauf-Bestenlisten werden vom LVN extern geführt.

### Halle

#### Männer
| Disziplin               | Leistung     | Name | Verein                       | Datum      | Ort          |
| ----------------------- | ------------ | --- | ---------------------------- | ---------- | ------------ |
| 60 m                    | 6,54 s       | Joshua Hartmann | ASV Köln                     | 30.01.2024 | Ostrava      |
| 200 m                   | 20,57 s      | Ralf Lübke | LG Bayer Leverkusen          | 11.02.1984 | Stuttgart    |
| 400 m                   | 46,25 s      | Ralf Lübke | LG Bayer Leverkusen          | 06.03.1988 | Budapest     |
| 800 m                   | 1:46,50 min  | Robin Schembera | TSV Bayer 04 Leverkusen      | 05.02.2011 | Stuttgart    |
| 1000 m                  | 2:19,1 min   | Paul-Heinz Wellmann | TuS 04 Leverkusen            | 18.01.1976 | Dortmund     |
| 1500 m                  | 3:37,83 min  | Dieter Baumann | LG Bayer Leverkusen          | 09.02.1992 | Karlsruhe    |
| 3000 m                  | 7:37,51 min  | Dieter Baumann | LG Bayer Leverkusen          | 12.02.1995 | Karlsruhe    |
| 60 m Hürden             | 7,64 s       | Claude Edorh | LT DSHS Köln                 | 16.02.2002 | Sindelfingen |
| 4 × 200 m               | 1:24,17 min  | LG Bayer Leverkusen | LG Bayer Leverkusen          | 16.02.1985 | Dortmund     |
| 4 × 200 m               | 1:24,17 min  | Pilgram – Dobeleit – Geuyen – Lübke                                                                                          |                              | 16.02.1985 | Dortmund     |
| 4 × 400 m               | 3:07,94 min  | LG Bayer Leverkusen | LG Bayer Leverkusen          | 11.02.1985 | Stuttgart    |
| 4 × 400 m               | 3:07,94 min  | Haas – Parr – Dresen – Trappe                                                                                                |                              | 11.02.1985 | Stuttgart    |
| 3 × 1000 m              | 7:07,58 min  | LG Bayer Leverkusen | LG Bayer Leverkusen          | 21.02.1993 | Dortmund     |
| 3 × 1000 m              | 7:07,58 min  | Wagner – Sillah – Klaudt |                              | 21.02.1993 | Dortmund     |
| 3000-m-Gehen            | 12:31,95 min | Uwe Fibelkorn | ASV Köln                     | 29.01.1984 | Düsseldorf   |
| 5000-m-Gehen            | 20:57,6 min  | Markus Gerds | LAZ Bergisch Gladbach        | 22.01.1989 | Dortmund     |
| Hochsprung              | 2,42 m       | Carlo Thränhardt | LG Bayer Leverkusen          | 26.02.1988 | Berlin       |
| Stabhochsprung          | 6,00 m       | Danny Ecker | TSV Bayer 04 Leverkusen      | 11.02.2001 | Dortmund     |
| Weitsprung              | 8,22 m       | Nils Winter | Team Referenzwerk Leverkusen | 08.03.2009 | Turin        |
| Dreisprung              | 17,28 m      | Charles Friedek | TSV Bayer 04 Leverkusen      | 27.02.2000 | Gent         |
| Kugelstoßen             | 20,13        | Udo Gelhausen | LG Bayer Leverkusen          | 11.01.1987 | Düsseldorf   |
| Siebenkampf             | 6291 Punkte  | Frank Busemann | TSV Bayer 04 Leverkusen      | 03.02.2002 | Tallinn      |
| Siebenkampf             | 6291 Punkte  | 6,96 s (60 m), 7,76 m (Weit), 14,57 m (Kugel), 2,10 m (Hoch) / 7,91 s (60 m Hürden), 4,85 m (Stabhoch), 2:40,93 min (1000 m) |                              | 03.02.2002 | Tallinn      |
| Stand: 7. Dezember 2020 |              | |                              |            |              |

#### Frauen
| Disziplin               | Leistung     | Name                                                                                     | Verein                  | Datum      | Ort           |
| ----------------------- | ------------ | ---------------------------------------------------------------------------------------- | ----------------------- | ---------- | ------------- |
| 60 m                    | 7,11 s       | Gina Lückenkemper                                                                        | TSV Bayer 04 Leverkusen | 21.01.2018 | Dortmund      |
| 200 m                   | 22,94 s      | Christina Sussiek                                                                        | LG Bayer Leverkusen     | 07.02.1981 | Sindelfingen  |
| 400 m                   | 52,28 s      | Rita Wilden                                                                              | TuS 04 Leverkusen       | 07.02.1976 | Dortmund      |
| 400 m                   | 52,28 s      | Elke Decker                                                                              | LG Bayer Leverkusen     | 01.03.1980 | Sindelfingen  |
| 800 m                   | 2:01,29 min  | Carolin Walter                                                                           | TSV Bayer 04 Leverkusen | 05.02.2011 | Stuttgart     |
| 1000 m                  | 2:34,8 min   | Brigitte Kraus                                                                           | ASV Köln                | 19.02.1978 | Dortmund      |
| 1500 m                  | 3:59,89 min  | Konstanze Klosterhalfen                                                                  | TSV Bayer 04 Leverkusen | 08.02.2020 | New York City |
| 1 Meile                 | 4:17,26 min  | Konstanze Klosterhalfen                                                                  | TSV Bayer 04 Leverkusen | 08.02.2020 | New York City |
| 3000 m                  | 8:32,47 min  | Konstanze Klosterhalfen                                                                  | TSV Bayer 04 Leverkusen | 16.02.2019 | Leipzig       |
| 5000 m                  | 14:30,79 min | Konstanze Klosterhalfen                                                                  | TSV Bayer 04 Leverkusen | 27.02.2020 | Boston        |
| 60 m Hürden             | 7,89         | Kirsten Bolm                                                                             | LT DSHS Köln            | 10.03.2002 | Glasgow       |
| 4 × 200 m               | 1:34,15 min  | LG Bayer Leverkusen                                                                      | LG Bayer Leverkusen     | 16.02.1985 | Dortmund      |
| 4 × 200 m               | 1:34,15 min  | Braun – Feige – Frank – Brinkmann                                                        |                         | 16.02.1985 | Dortmund      |
| 3 × 800 m               | 6:16,25 min  | TSV Bayer 04 Leverkusen                                                                  | TSV Bayer 04 Leverkusen | 26.02.2017 | Sindelfingen  |
| 3 × 800 m               | 6:16,25 min  | Walter – Schmidt – Klosterhalfen                                                         |                         | 26.02.2017 | Sindelfingen  |
| 3000-m-Gehen            | 13:45,4 min  | Lea Dederichs                                                                            | ART Düsseldorf          | 28.02.2016 | Düsseldorf    |
| Hochsprung              | 2,07 m       | Heike Henkel                                                                             | LG Bayer Leverkusen     | 08.02.1992 | Karlsruhe     |
| Stabhochsprung          | 4,77 m       | Silke Spiegelburg                                                                        | TSV Bayer 04 Leverkusen | 15.01.2012 | Leverkusen    |
| Weitsprung              | 6,95 m       | Alexandra Wester                                                                         | ASV Köln                | 13.02.2016 | Berlin        |
| Dreisprung              | 14,36 m      | Petra Lobinger                                                                           | TSV Bayer 04 Leverkusen | 08.03.1997 | Paris         |
| Kugelstoßen             | 18,61 m      | Mechthild Schönleber                                                                     | ASV Köln                | 11.02.1983 | Sindelfingen  |
| Fünfkampf               | 4461 Punkte  | Christina Schulz                                                                         | TSV Bayer 04 Leverkusen | 06.03.2009 | Turin         |
| Fünfkampf               | 4461 Punkte  | 8,51 s (60 m Hürden), 1,77 m (Hoch), 14,43 m (Kugel), 5,96 m (Weit), 2:18,45 min (800 m) |                         | 06.03.2009 | Turin         |
| Stand: 7. Dezember 2020 |              |                                                                                          |                         |            |               |